# Зайка-зазнайка
«Зайка-зазнайка» — советский кукольный мультфильм, сказка. Снят в 1976 году на студии «Союзмультфильм» по одноимённой детской пьесе Сергея Михалкова.

## Сюжет
Зайчик, который жил в лесу, случайно набрёл на спящего охотника и присвоил себе его ружьё. Он очень боялся всех, но когда в его руках оказалось ружье, он почувствовал свою силу и превосходство. Прогнал лису из её дома и волка, пришедшего к ней на именины. После этого он совсем потерял страх и стал высокомерным и заносчивым. Но, как оказалось позже, ружьё было не заряжено. Волк и лиса, узнав об этом, решили проучить наглого зайца, но другие зайцы помогли ему справиться с ними при помощи хитрости. После этого зайка-зазнайка уже не был таким заносчивым.

## Съёмочная группа
| Автор сценария                | Сергей Михалков |
| Режиссёр                      | Борис Аблынин |
| Художник                      | Анатолий Васильев |
| Оператор                      | Теодор Бунимович |
| Композитор                    | Михаил Меерович |
| Звукооператор                 | Борис Фильчиков |
| Редактор                      | Наталья Абрамова |
| Монтажёр                      | Надежда Трещёва |
| Художники-мультипликаторы     | Майя Бузинова, Иосиф Доукша, Ирина Собинова-Кассиль |
| Роли озвучивали:              | Георгий Вицин — Зайка-зазнайка, Александр Граве — старый заяц, Юрий Волынцев — волк, Нина Шмелькова — зайчиха, Ёла Санько — зайка-дочка, Людмила Гнилова — лиса                                       |
| Куклы и декорации изготовили: | Олег Масаинов, Владимир Аббакумов, Михаил Колтунов, Наталья Тимофеева, Виктор Гришин, Семён Этлис, Галина Филиппова, Марина Чеснокова, Павел Гусев, Евгений Баскаков, под руководством Владимира Кима |

## Видеоиздания
- Мультфильм выпускался на DVD в сборнике мультфильмов «Зайчишка—плутишка» («Союзмультфильм», дистрибьютор «Союз»).[1]